# Okręg wyborczy Parkes
Okręg wyborczy Parkes (ang. Division of Parkes) – jednomandatowy okręg wyborczy do Izby Reprezentantów Australii, położony w stanie Nowa Południowa Walia.
Pierwsze wybory odbyły się w nim w 1984 roku, a jego patronem jest sir Henry Parkes (1815–1896), premier Nowej Południowej Walii, nazywany „Ojcem Federacji”.
Od 2007 roku posłem z tego okręgu był Mark Coulton z Nacjonalistycznej Partii Australii.

## Lista posłów
Lista posłów z okręgu Parkes:
| okres urzędowania | poseł        | przynależność                     |
| ----------------- | ------------ | --------------------------------- |
| 1984–1998         | Michael Cobb | Nacjonalistyczna Partia Australii |
| 1998–2001         | Tony Lawler  | Nacjonalistyczna Partia Australii |
| 2001–2007         | John Cobb    | Nacjonalistyczna Partia Australii |
| od 2007           | Mark Coulton | Nacjonalistyczna Partia Australii |